# Australatya striolata
Australatya striolata is een garnalensoort uit de familie van de Atyidae. De wetenschappelijke naam van de soort is voor het eerst geldig gepubliceerd in 1923 door McCulloch & McNeill.